# Premiá de Mar

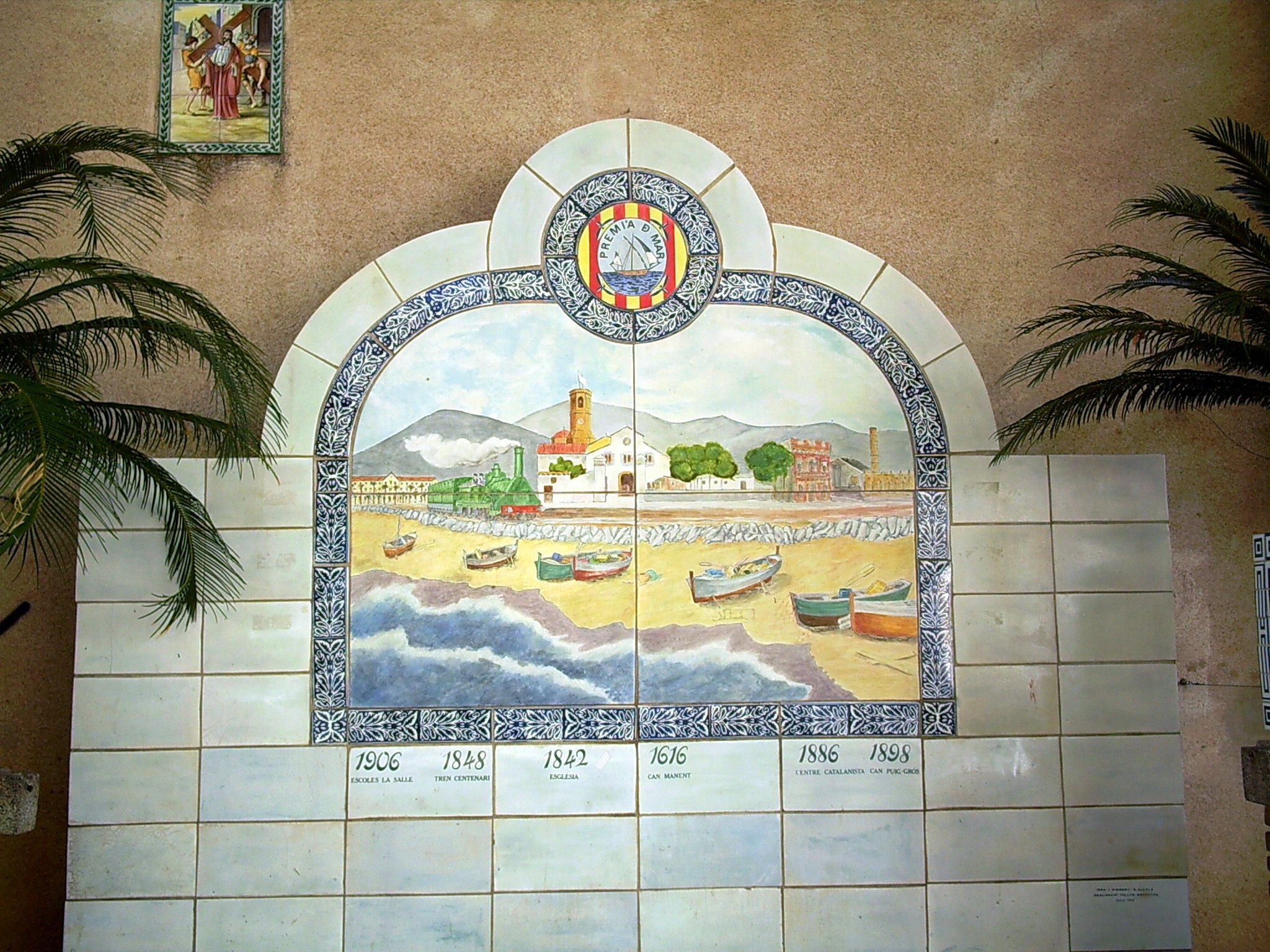
Cerámica de la historia de Premiá, en la plaza

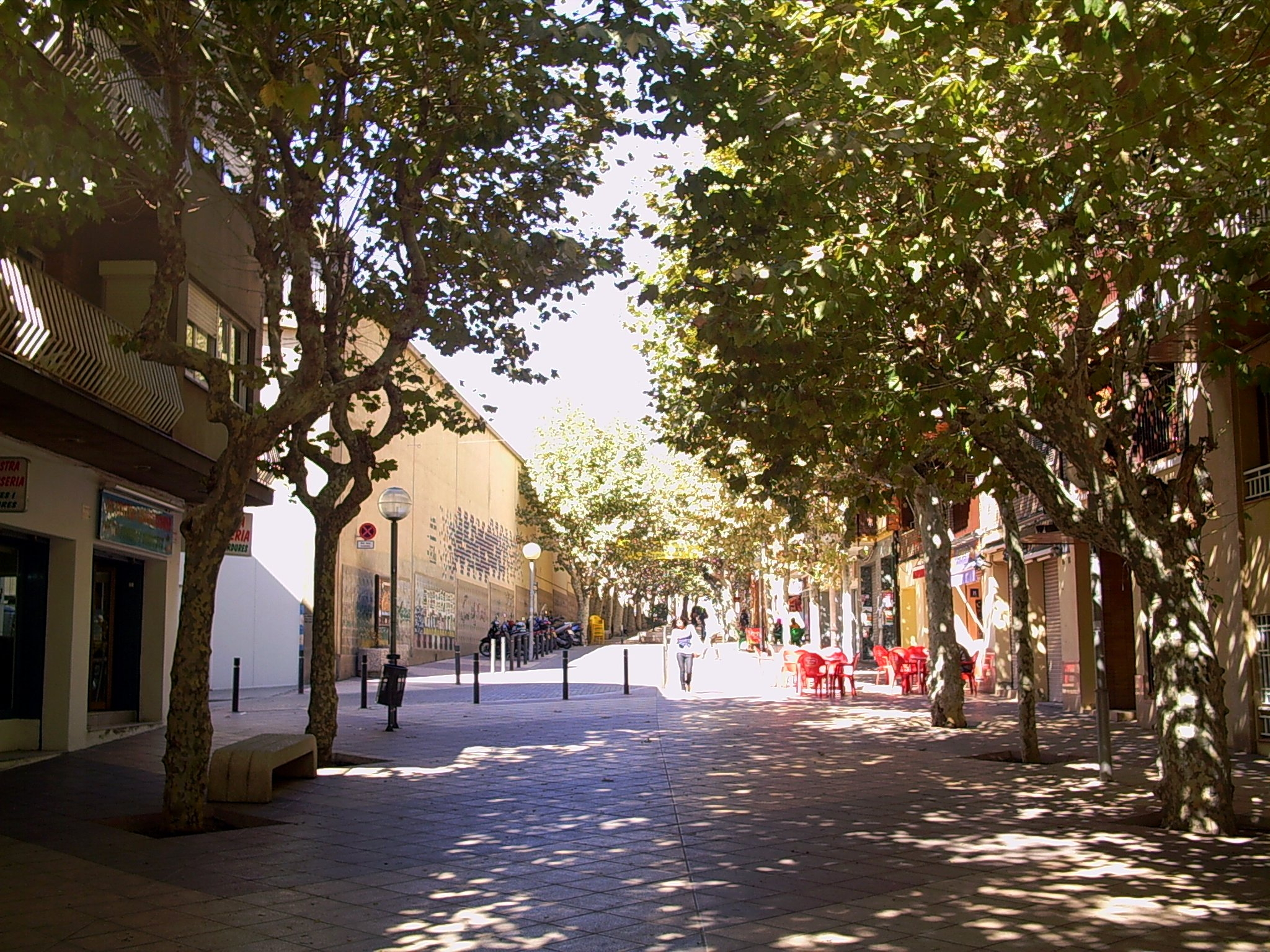
Riera de Premiá

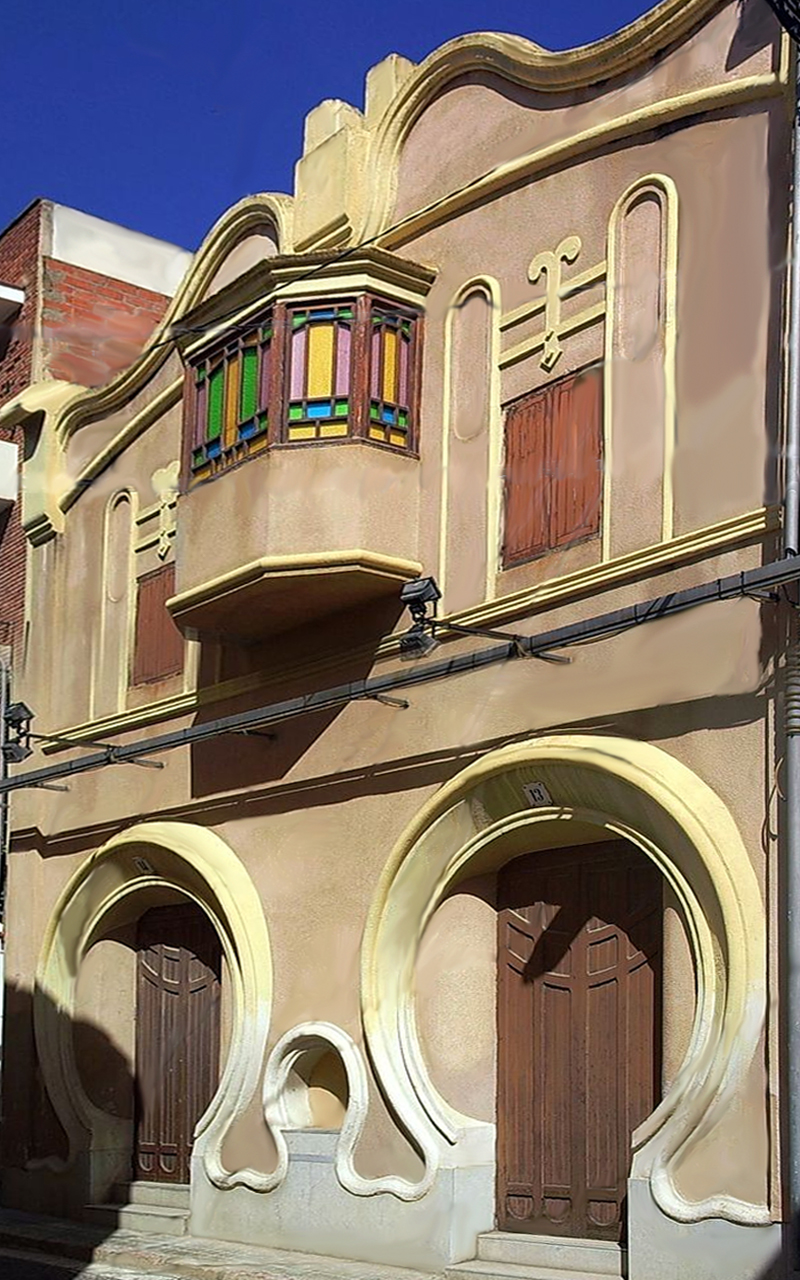
Sede del Patronato Social, edificio de 1888

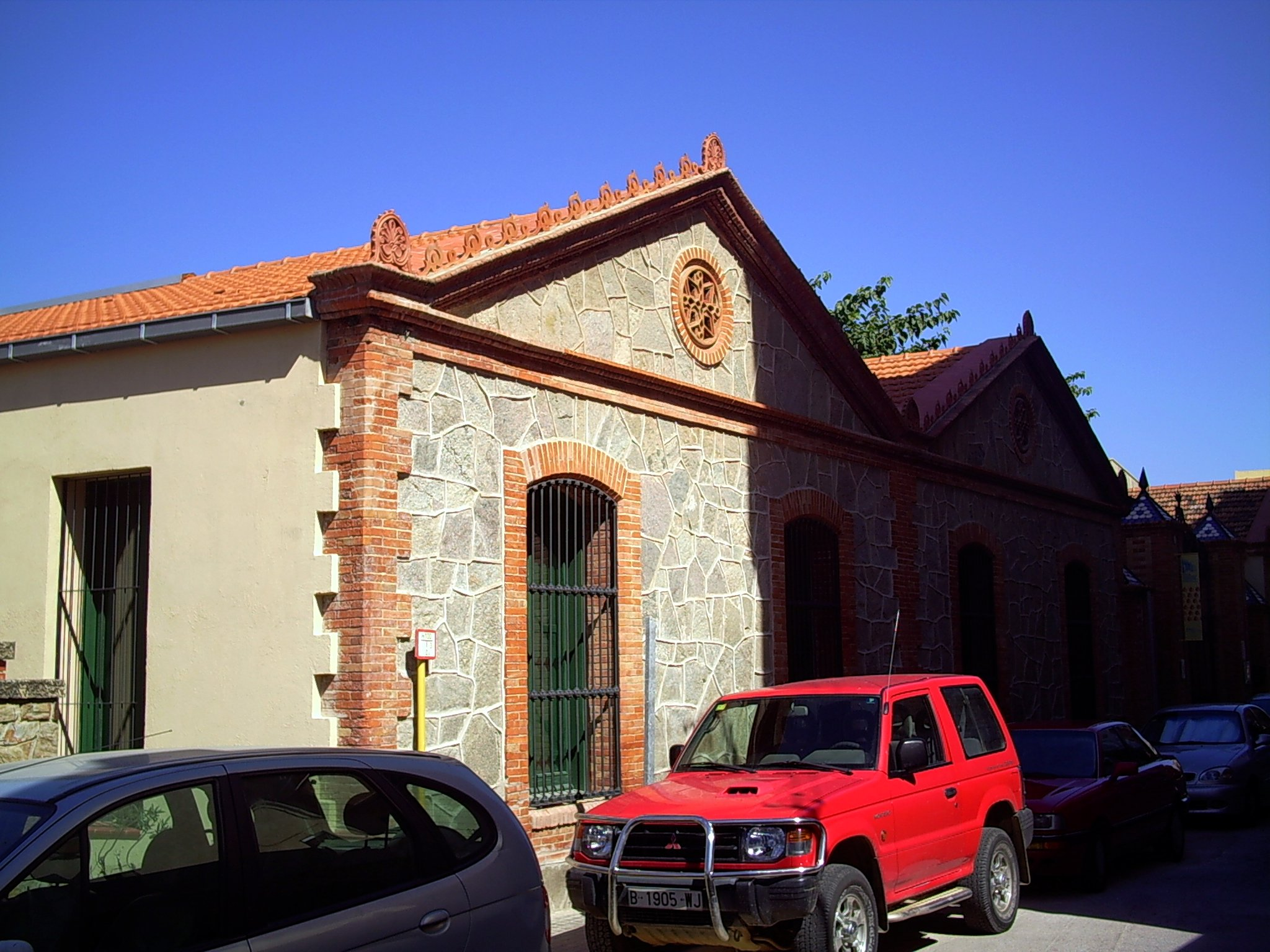
Antigua Fábrica del Gas

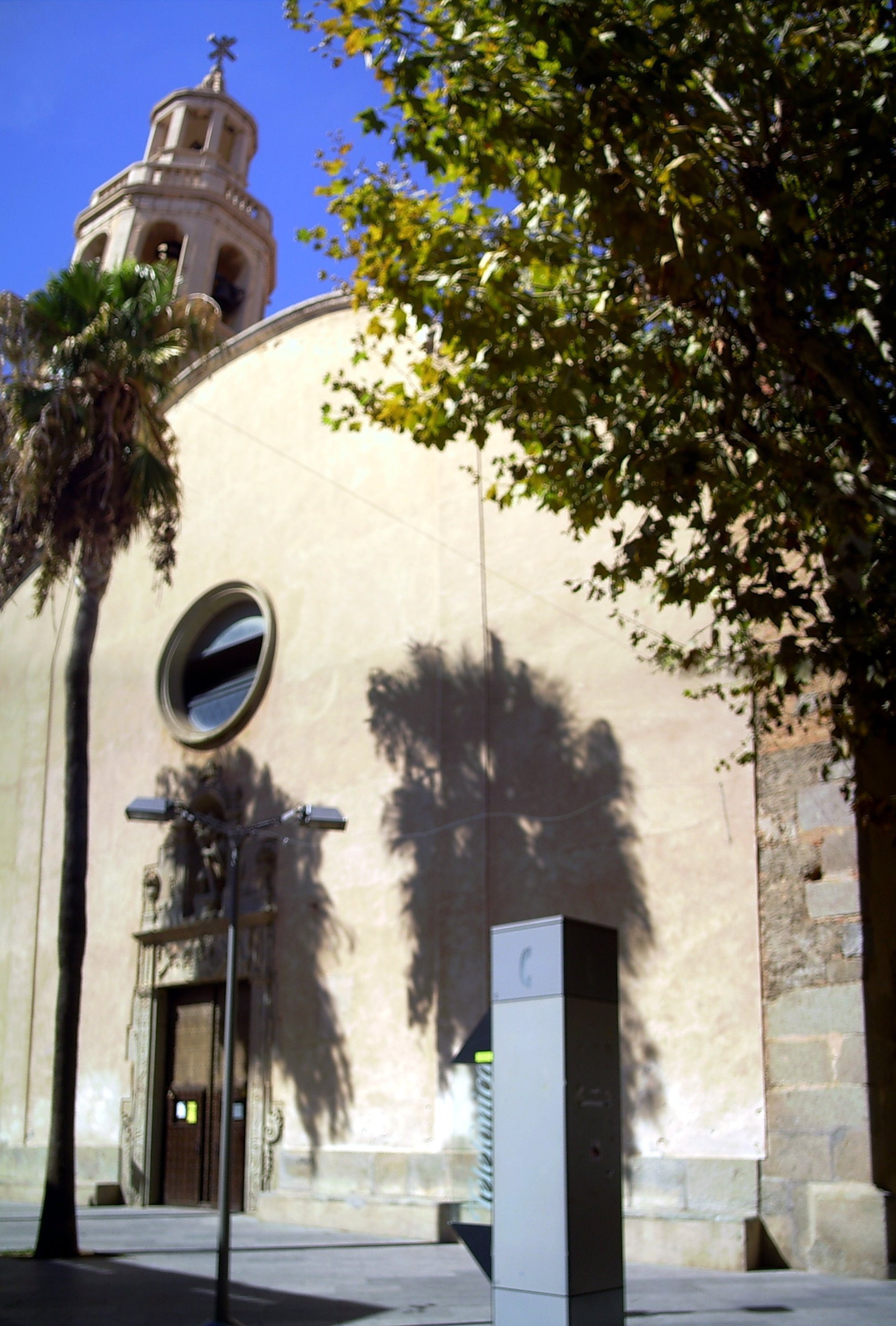
Iglesia de San Cristóbal

Premiá de Mar (oficialmente en catalán: Premià de Mar) es un municipio de la provincia de Barcelona de la comunidad autónoma de Cataluña en España. En 1842 su nombre oficial era San Cristóbal de Premiá. Premiá de Mar es la segunda ciudad más poblada del Maresme tras Mataró, cuenta con una población de 28 951 habitantes (INE 2024).

## Geografía
Integrado en la comarca del Maresme, se sitúa a 23 kilómetros por carretera del centro de la capital catalana. El término municipal está atravesado por la antigua carretera N-II entre los pK 637 y 639. El relieve del municipio está caracterizado por la franja costera entre Vilasar de Mar y Masnou, sin apenas elevaciones. La altitud oscila entre los 40 metros y el nivel del mar. El centro del pueblo se alza a 8 metros sobre el nivel del mar. 
| Noroeste: Premiá de Dalt            | Norte: Premiá de Dalt | Noreste: Premiá de Dalt                 |
| Oeste: Premiá de Dalt y Masnou      |                       | Este: Vilasar de Mar y Mar Mediterráneo |
| Suroeste: Masnou y Mar Mediterráneo | Sur: Mar Mediterráneo | Sureste: Mar Mediterráneo               |

### Medio ambiente
La playa es arenosa, pero sufre una gran transgresión marina, debido a la via férrea que transcurre por su costa, que en su día se intentó solucionar con la construcción de unos espigones y que, en los últimos años, se corrige temporalmente con la aportación artificial de arena del fondo marino, sin la cual no existiría en muchos lugares. La ampliación del puerto deportivo, iniciada antes de los Juegos Olímpicos y acabada en 2018, ha contribuido en gran manera, a alterar los volúmenes de arena en las playas. Junto a las playas hay unos paseos, dotados de ejercicios variados para deportistas, con gran amplitud para caminar e ir en bicicleta.

### Clima
Premiá de Mar tiene un clima mediterráneo típico con una temperatura media anual rondando los 17 °C. Los veranos son cálidos, que pueden llegar a ser calientes durante los días centrales del verano. De media, las temperaturas máximas durante el verano rondan los 28-29 °C y las mínimas 20-21 °C. Los inviernos son suaves, con temperaturas rondando máximas 13-14 °C y mínimas de 6-7 °C. La nieve es rara e infrecuente, de media nieva una vez cada 4-5 años. El 18 de febrero de 1942 se produjo la mayor nevada de la historia de Premià de Mar, con más de 5 cm de grosor de nieve. La temperatura alcanzada ese día fue de -6 °C.

## Historia
Prehistoria
Los primeros datos históricos sobre el poblamiento de lo que hoy conocemos como el municipio de Premià de Mar son bastante antiguos. Se han documentado restos prehistóricos, como por ejemplo algunas cerámicas pertenecientes al neolítico inicial en la plaza de la Sardana, o de otras del estilo del neolítico final o de Montboló donde antes estaban los antiguos Frigoríficos del Maresme SA, en el año 1998, con sus características asas en forma de túnel.
Estos datos son importantes, ya que se constata la presencia humana en el mismo lugar donde muchos siglos después se levantaría el pueblo de Premià de Mar con una cronología tan antigua como es el entorno del 4500 a. C. o poco antes. El hallazgo también tuvo su interés, ya que fue la primera vez que se detectaba cerámica del tipo Montboló en el Maresme. En el año 2010, en los seguimientos realizados durante las obras de remodelación de la plaza de los Países Catalanes, se volvieron a evidenciar restos de cerámica prehistórica del estilo neolítico de Montboló, lo que confirma la existencia de poblamiento en la zona de Premià en épocas muy remotas.
También durante los seguimientos de las obras de construcción de los edificios que ocupan los antiguos Frigoríficos del Maresme se testimoniaron actividades metalúrgicas datables en la Edad del Bronce. En la plaza de los Países Catalanes, a más de siete metros de profundidad del nivel de circulación actual, encontramos evidencias de la existencia de uno o más hábitats, datables entre el Bronce Inicial y el Bronce Final III (aproximadamente, 1800-700 a. C.). Esta hipótesis queda respaldada por la existencia de un torchis, es decir, un fragmento de barro como el que se utilizaba para impermeabilizar las cabañas hechas de ramaje, y que aún conserva las improntas vegetales.
Otro seguimiento arqueológico llevado a cabo durante la construcción de los cimientos de los aparcamientos de la plaza de la Sardana ha revelado la existencia de un importante yacimiento correspondiente al Bronce Final III, con una cronología en torno al 800-700 a. C. De la misma manera se han documentado otros restos de este periodo, como por ejemplo en la calle de la Mercè y en la esquina Gran Vía de Lluís Companys-calle de la Plaza.
Conocemos también algunos elementos prehistóricos aislados, como por ejemplo una lasca de sílex de color miel encontrada en Can Fitó, o una punta de flecha, también de sílex, encontrada durante las excavaciones del yacimiento romano de Can Ferrerons, datable en la Edad del Bronce.
Época Íbera
La época íbera, que se desarrolla entre los siglos VI y I a. C., tiene su máximo exponente en el poblado de la Cadira del Bisbe, que se encuentra en Premià de Dalt. Dado que se trata del primer núcleo urbano realmente documentado en esta zona, no resulta atrevido considerarlo el primer “Premià” conocido. Con todo, hoy se sabe que los poblados íberos no son los únicos lugares de habitación en esta etapa histórica, ya que también existen lo que los arqueólogos llaman asentamientos íberos de llanura, que consisten en pequeños establecimientos dedicados a una actividad económica muy concreta, como puede ser la agricultura o la producción de cerámica. De estos hay tres ejemplos en Premià: el primero en Can Vilà (que pertenece territorialmente a Premià de Dalt aunque está justo al lado del Camí del Mig, cerca de Premià de Mar), que se dedicaba a la elaboración de cerámica a lo largo de los siglos IV-II a. C. Un segundo asentamiento se localizó en 1998 en la calle de la Mercè, y consistía en los restos de una casa que se edificó hacia el año 75 a. C. y se incendió cincuenta años después, hacia la época del inicio del reinado del emperador Augusto. El tercer testimonio de este período se encontraría poco más arriba de la actual Plaza de la Sardana.
Época Romana
Con la llegada de los romanos a partir del año 218 a. C. comenzaron a producirse una serie de cambios sociales, económicos y políticos muy importantes. El tipo de asentamiento principal fue el que ellos mismos llamaban villae (villas), es decir, casas de campo. Es evidente, tal como la arqueología ha demostrado, que el poblamiento romano fue disperso y muy abundante en la comarca del Maresme, y Premià de Mar no es una excepción. Uno de los ejemplos más destacados es la villa de la Gran Vía-can Ferrerons, hallazgo arqueológico que tuvo lugar en el año 1969. Entonces se descubrió lo que ciertamente era una casa señorial, con un mosaico de poco más de 50 m².
Al llevarse a cabo las obras de colocación del nuevo colector, a finales del año 1999 y principios del 2000, en el seguimiento arqueológico efectuado en la calle Mossèn Jacint Verdaguer, se ha podido excavar otra parte de este asentamiento romano, que corresponde esencialmente a almacenes, talleres, hornos y otros elementos productivos de la villa (la llamada pars rustica, en contraposición a la pars urbana o residencial). Los trabajos arqueológicos realizados demostraron la existencia de tres fases para este sector de la villa, que se datan entre finales del siglo I a. C. - inicios del siglo I d. C., y el siglo V d. C., es decir, ya durante el fin del imperio romano.
A finales del año 2000 se descubrieron nuevos restos arqueológicos en los terrenos de can Ferrerons. En esta ocasión se trataba de un elemento arquitectónico singular, que pertenece al mismo asentamiento que los restos de la Gran Vía y del colector: se trata de un edificio de planta octogonal, de unos 750 m², que fue excavado principalmente a lo largo del año 2001. Este edificio fue utilizado presumiblemente entre los siglos III y VI d. C. Naturalmente, a lo largo de estos tres siglos sus partes tendrán diversos usos: como baños privados (balnea), como lugar de prensado y almacén, como vivienda, como lugar de fundición de metales, o incluso como necrópolis en su última fase. En este lugar se ha encontrado, reutilizada, una pieza excepcional: un miliario (marcador de millas) datable en el siglo IV d. C., que es el segundo que se encuentra en la comarca. Una vez finalizados los trabajos de excavación arqueológica, está previsto proceder a la musealización y adecuación para la visita de esta extraordinaria construcción romana.
En los años 2002 y 2006 se han podido excavar también otros restos pertenecientes a la misma propiedad, situados por encima de la plaza del Dr. Ferran, donde se han encontrado nuevos restos que confirman la gran extensión de la villa romana de la Gran Vía-can Ferrerons, en torno a las 5,5 hectáreas.
Otro yacimiento romano relevante de Premià es la necrópolis situada en los actuales jardines del Palmar, bárbaramente destruida por las excavadoras en el año 1976, y que contenía más de setenta tumbas datables en el Bajo Imperio (siglos IV-V d. C.). Destacaban algunas ánforas de procedencia itálica utilizadas como tumbas de criaturas, de las cuales actualmente se conocen escasos ejemplares en la península ibérica. Como curiosidad destacaba la tumba de un niño, que llevaba alrededor de la cabeza una corona hecha de caracoles marinos.
Hay otros yacimientos romanos destacables en Premià de Mar, como por ejemplo los tres vertederos excavados durante la primera fase de construcción de la llamada Illa de Premià (los antiguos Frigoríficos), con una cronología situable entre los años 100 a. C.-70 d. C..
Edad Media
Durante la Edad Media, Premià de Mar se encuentra en un período en el cual predomina la falta de información. Después de la caída del Imperio Romano, el caos parece dominar en todas partes, y se incrementará aún más con la invasión sarracena. Pero la vida continúa y las comunidades de la zona tienden a vivir en áreas alejadas de la playa, esencialmente por el miedo a los ataques de los piratas y corsarios, sobre todo musulmanes, que desde el siglo IX al XVIII llevarán a cabo razias por toda la comarca.
El nombre de Premià aparece en los documentos por primera vez en el siglo X: muy probablemente deriva de un propietario romano que se supone de época tardía, llamado Primius, Primianus o Primilianus, que dio nombre a una propiedad de la cual ignoramos dónde se encontraba exactamente. Precisamente es en este siglo -el X- cuando comienzan a encontrarse en la documentación menciones de lugares premianenses que aún existen: la ermita de Santa Anastàsia -la actual Santa Anna de Premià de Dalt- en el año 987; la ermita de Sant Mateu en 993, los terrenos de la Cisa en 995, o en 1009 el lugar donde se levantará muchos siglos después el Barri Banyeres: ad ipso Perellone ubi dicunt ipsas Bagneres.
Muchos de los lugares que se mencionan son, sin embargo, actualmente imprecisos debido a las referencias de la época (por ejemplo, “propiedad que limita al norte con la viña de Mallol”). Con todo, hay casos en que resulta más sencillo establecer los lugares, como en una donación hecha a beneficio de los altares de Santa Cruz y Santa Eulalia de la Catedral de Barcelona hecha por Pau, Simplici y Olviola: en el documento se menciona que la propiedad -una viña- se encuentra encima de la casa de Santa Anastàsia (la actual Santa Anna de Premià de Dalt), y que sus límites son: al norte, la viña de Ermengod y de Seniofred; al este, la viña de Pladidia y herederos; al sur, la "vía que va a todas partes", que muy probablemente es lo que hoy se conoce como Camí del Mig, que a grandes rasgos es la rama de la Vía Augusta que había sido construida por los romanos entre los años 10-8 a. C., y que en la Edad Media, como hoy, se encontraba en funcionamiento, siendo una de las vías de comunicación más importantes.
Edad Moderna y Contemporánea
La actual Premiá de Mar era, antiguamente, un pequeño barrio marinero de Premiá que se segregó, en el año 1836, de la actual Premiá de Dalt (por entonces San Pedro de Premiá o, simplemente, Premiá). La inauguración de la primera vía ferroviaria de la península, entre Barcelona y Mataró ver Estación de Premiá de Mar favoreció, notablemente, el crecimiento del pueblo.
El núcleo urbano se extendió a lo largo de la carretera de Mataró (Camino Real), alrededor de la actual calle de San Antonio, de la plaza del Ayuntamiento y de la iglesia de San Cristóbal. Las antiguas casas típicas (de las que todavía hoy se conservan bastantes en el casco antiguo) son construcciones con fachadas blancas, de planta baja y un piso, con un amplio ventanal, enrejado, que da a la calle y, generalmente, con un patio en su parte posterior.
Hacia finales del siglo XIX e inicios del siglo XX, Premià de Mar sufrió la plaga de la filoxera, que causó la desaparición de los viñedos existentes en el pueblo. Posteriormente, empezó a desarrollarse una importante actividad industrial en el sector textil, metalúrgico y de la construcción, con la implantación, en el pueblo, de algunas fábricas importantes (Lio, Casa Za, La Propagadora de Gas o el Vapor Vell).
Después de la Guerra civil, la actividad del sector de servicios fue ganando terreno a medida que Premiá de Mar se iba consolidando como un lugar de veraneo. El Bellamar (junto con la estación de RENFE) fue, durante mucho tiempo, el único edificio instalado entre las vías y la playa. Era un restaurante con una discoteca y tenía una pequeña playa privada. A principios de la década de los noventa fue derribado ya que violaba la Ley de Costas. Hoy sólo se conserva el nombre de la playa.
A últimos de los años sesenta empezó una rápida extensión de la superficie urbanizada, especialmente hacia la montaña, hasta enlazar con los barrios periféricos de Premiá de Dalt, limitando con la autopista de Barcelona-Mataró. Asimismo se urbanizó la popularmente llamada Gran Vía (antes Avenida del 27 de enero) donde se construyeron altos edificios de apartamentos. Paralelamente, en las zonas más periféricas, cercanas a la playa, proliferaron las construcciones de torres de veraneo y casas unifamiliares.
El día 7 de febrero de 2007, en un fatídico accidente de tránsito en la N-II, a la altura del desvío en obras de la BV-5023, el alcalde Jaume Batlle fue arrollado por un coche, falleciendo en el acto.

## Economía
En la economía actual queda algún rastro de la antigua actividad industrial (empresas como Metalogenia fundición de acero y Transmesa fabrica de tubos entre las más grandes, que ya han desaparecido definitivamente de la historia de Premiá de Mar), algo de floricultura y un mínimo sector servicios. La proximidad a Barcelona, Mataró y otras poblaciones mucho más inmportantes, hacen de Premiá de Mar un pueblo dormitorio.
La Gran Vía Lluís Companys constituye el eje básico alrededor del cual gira toda la actividad comercial de la villa. En esta calle se encuentra el mercado de San Juan y una gran cantidad de tiendas, bares y comercios.
El Eje Comercial del Premiá de Mar está formado por más de 800 comercios y empresas que son la base de la economía local, destacando el Eje central con Gran Vía, Jacinto Verdaguer y Enrique Granados, el Eje de Montaña formado alrededor de la calle de la Merced y el Eje de Mar que transcurre por las calles San Antonio y Gibraltar.

## Demografía
Premiá de Mar cuenta con una población de 28 951 habitantes (INE 2024).
| Gráfica de evolución demográfica de Premiá de Mar entre 1842 y 2021 |
| |
| Población de derecho según los censos de población del INE. Población de hecho según los censos de población del INE.En este censo se denominaba San Cristóbal de Premiá: 1842. |

Durante el primer tercio del siglo XX fue una pequeña población marinera, textil (estampación) y con algunas casas de veraneo. La población aumentó considerablemente a partir de 1960 y, actualmente, tiene un importante contingente de inmigración procedente de Marruecos y del África subsahariana. El término municipal es uno de los más pequeños de Cataluña y está urbanizado en un 90% de su superficie. Por esta razón, es uno de los municipios con mayor densidad de población de España. Premiá, es la segunda ciudad del Maresme en cuanto a población.

### Urbanismo
Entre las entidades sociales y culturales más arraigadas en la historia de Premiá de Mar cabe destacar:
- El Patronato Social Premianenc
- El Centro de la Amistad Obrera

## Servicios

### Salud
- NeuroPremiá Asociación Neuroplasticidad en Xarxa (NeuroPremiá es una entidad de ayuda a pacientes que han sufrido un Ictus y que han realizado la rehabilitación
- AECC: Asociación Española contra el Cáncer Premià de Mar
- AFFCEC: Asociación de Fibromialgia y Fatiga Crónica
- AGAMCLAD: Asociación grupo de ayuda mutua contra la Ansiedad, depresión, agorafóbia, TOC

## Cultura
Si hablamos de actos culturales importantes del municipio nos tenemos que referir obligatoriamente a la fiesta mayor que se celebra el 10 de julio (día de San Cristóbal). Es famosa por la llegada de los piratas al pueblo y la «conquista» de este por estos navegantes durante los días de fiesta mayor. El pueblo escenifica la situación y se celebran muchos actos relacionados, como diversas batallas de agua y harina entre partidarios de los piratas y partidarios de los premianenses (habitantes del pueblo) así como una carrera a pèl (nudista) nocturna. La Fiesta de los Piratas de Premiá de Mar es cada vez más conocida tanto dentro de la comarca como fuera de ella.
Uno de los equipamientos culturales más importantes es el Museo de la Estampación Textil, instalado inicialmente en la masía Can Manent ('Casa Manent') y trasladado después a la antigua fábrica del gas de la empresa Lyon Barcelona S.A.
- Radio Premià Archivado el 14 de abril de 2021 en Wayback Machine. (Emisora de radio municipal)
- Escuela municipal de música

### Asociaciones de vecinos
- AVV Barrio Banyeres-Solimar-Nou Premià
- AVV Barrio de Llevant
- AVV Barrio de Santa Maria-Santa Anna-Tió
- AVV Barrio del Gas
- AVV Barrio Premià Centre-Can Farrerons
- AVV El Palmar
- AVV Tarter-Maresme
- AVV i Establiments del Casc Antic (AVECA)

### Asociaciones de comercio
- Associación de Comerciantes, Empresarios i Autónomos de Premià de Mar (CEAP)
- Associación de venedors del Mercat de Marxans de Premià de Mar
- Comercios Asociados de Premià de Mar (CAP)
- Asociación de Comerciantes Eje Comercial Premiá
- Asociación de Comerciantes del Casco Antiguo

### Asociaciones culturales
- AFS Intercultura España
- Amics de l'Art Pessebrístic
- Amics de la Sardana
- Asociación Club de Rol el Laberinto
- Asociación de Guitarras Casc Antic de Premià de Mar
- Associació Africana Buen Tiempo
- Associació Alibabrass
- Associació Comissió de Pirates i Premianencs
- Associació Cultural Centre l'Amistat
- Associació Cultural Diables i Diablesses Bèsties 666
- Associació Cultural l'Amistat Creativa
- Associació Cultural l'Aurora
- Associació cultural per a la divulgació de la música moderna FQP Band
- Associació d'Artistes Plàstics de Premià (AAPP)
- Associació d'Estudis Científics i Culturals (AECC)
- Associació de Bruixes i Tradicions de Premià de Mar
- Associació Geganters i Grallers Gegants Premià de Mar
- Associació Premis Butaca
- Club de Rol KINDRED
- Coral l'Amistat
- Coro Rociero La Marisma de Premià de Mar
- Danzas populares Arco Iris
- De Bòlit! Unió de colles de cultura Premià de Mar
- Escola de Teatre KAMPIKIPUGUI
- Grup d'havaneres Barca de Mitjana
- Grup de lectura teatral Dimecresalesnou
- Grup de teatre Sakountala
- Grup fotogràfic Argent
- Inalbis Associació Cultural (Taller de teatre)
- Patronat Social Premianenc
- Plataforma "Mar de Dones"
- Simplement Diables
- Taller d'Òpera Amadeus

### Música y teatro
La mayor parte de las actividades de artes escénicas y musicales tienen lugar en el Espacio la Amistat y el Patronato Social Premianenc. Aparte de la programación regular de teatro y música profesional, las entidades culturales del municipio contamos con el espacio la Amistad para poder ofrecer sus conciertos y espectáculos teatrales. Asimismo, la concejalía de cultura conjuntamente con la Coral la Amistad organizan un Ciclo de Música Clásica.

### Monumentos y lugares de interés
- Masía Can Manent (Camino Real, 54). Es una masía de finales del siglo XVI, propiedad en aquella época de la familia Manent. En 1984 fue restaurada por el ayuntamiento y de 1985 al 1 de marzo de 2010 acogió la Biblioteca Municipal y el Museo de la Estampación. El museo fue trasladado a la antigua fábrica del gas. La biblioteca fue trasladada a un edificio nuevo construido para tal fin y bautizada con el nombre de Biblioteca Municipal Martí Rosselló i Lloveras, nombre de un escritor nativo de Premià de Mar (1953-2010) que fue bibliotecario durante todo el período en que la masía fue sede de la biblioteca del municipio (1985-2010). Desde enero de 2011 la masía Can Manent es un centro social para personas mayores.
- Escuela La Salle Premià
- Escuela de Asís
- Fábrica La Lio (edificio industrial convertido hoy en escuela. Se conserva la particular arquitectura metálica del porche)
- Antigua Fábrica del Gas de Premiá de Mar, de estilo modernista y neoclásico, construida en 1884. Es la única fábrica de gas de hulla que se conserva en Cataluña. Ha sido rehabilitada por el arquitecto Rafael de Cáceres
- Colegio de La Salle de Premiá
- Iglesia de San Cristóbal, iniciada en 1798 y terminada en 1854 (altar y pórtico barrocos con motivos marineros y campanario octogonal)
- Can Roure (novecentista, acoge el Juzgado de Paz de la población)
- Masía Ribas (1881)
- Can Maristany (sede de la escuela municipal de música)
- MEP Museo de Estampación Textil

### Deporte
Entre las sociedades deportivas localizadas en Premiá de Mar cabe destacar:
- Club Esportiu Premià
- C.F.S Atlètic Premià de Mar
- Associació de Tennis Taula
- Club Náutico Premià
- Club de tenis Premià
- Agrupació Basquet Premià de Mar
- Club de Natación Premià
- Club Deportivo La Salle
- Centre excursionista Premià
- Volei Sta. María
- Club de coloms esportius Premià de Mar
- Club de petanca de Premià de Mar
- Club Ciclista Routier Premià
- Club Hockey Línea Premia de Mar
- Maresme Padel Club